# Discocactus
Discocactus je rod tropických kaktusů. Název pochází ze starověkého řeckého diskos (disk), protože kaktusy z tohoto rodu mají diskovitý tvar. Pocházejí z jihu Brazílie, východní Bolívie a severní Paraguaye. Tyto druhy jsou ve volné přírodě skoro vyhubeny. Mají kulovitý tvar, jsou trochu zploštělé. V areolách mají ostré trny. Po stranách rostliny se objevují bílé květy. Plody jsou růžové nebo červené. Obsahují černá semena.

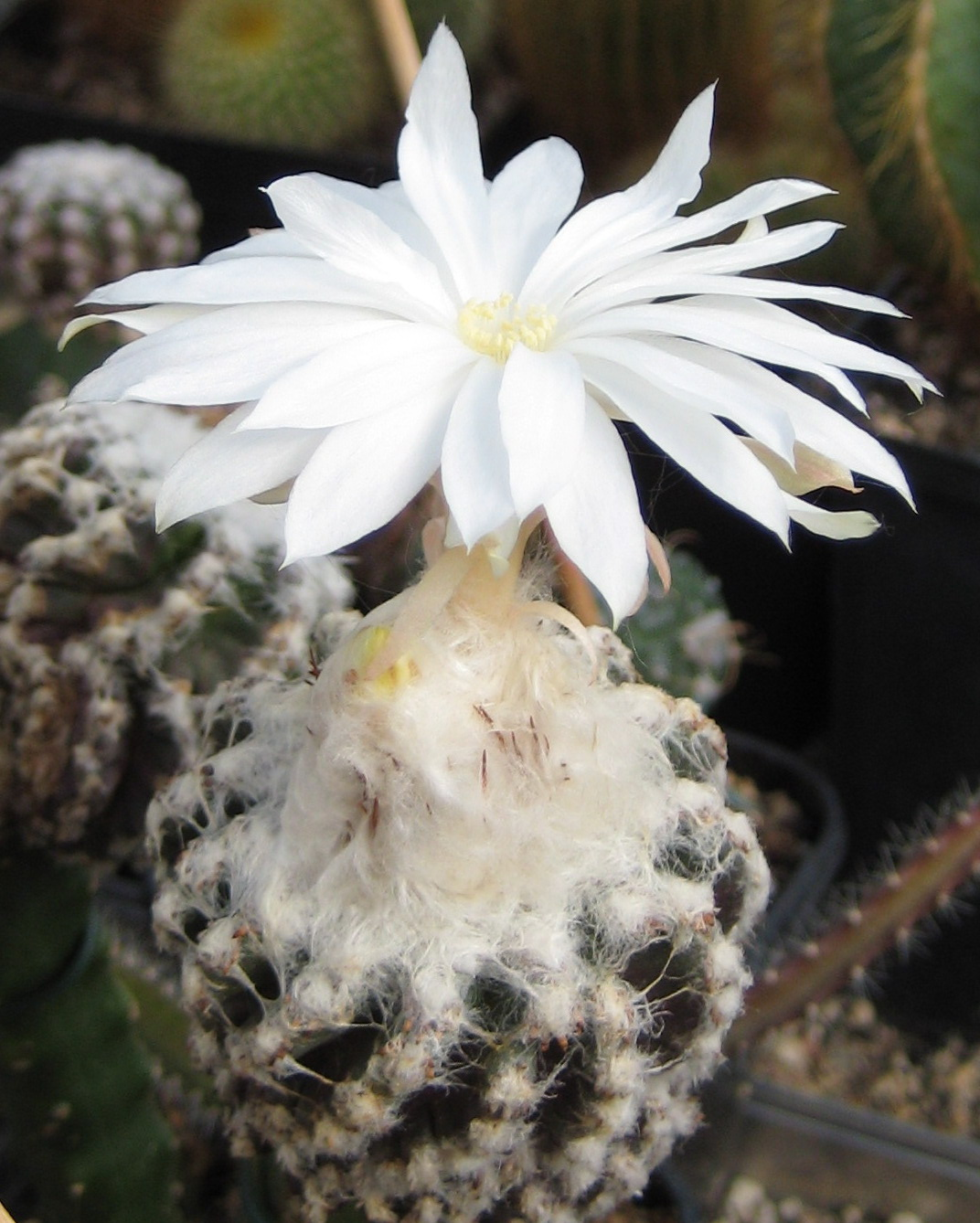
Discocactus horstii
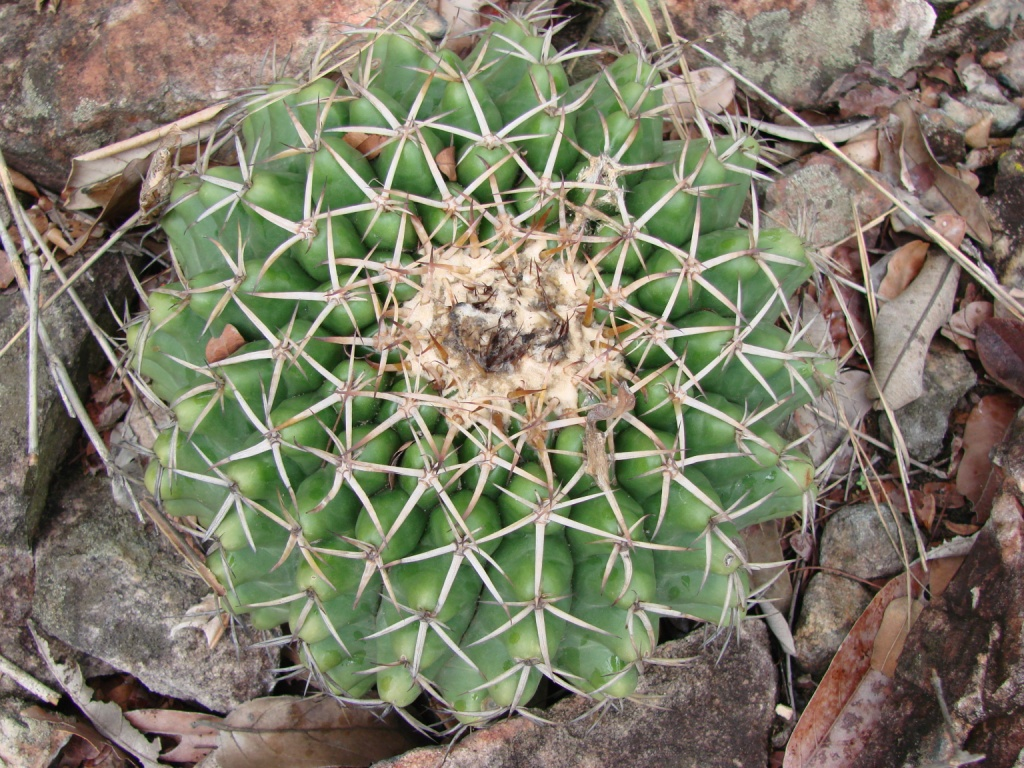
Discocactus placentiformis